# إبراهيم رضوان الجندي
إبراهيم رضوان الجندي (1944-2004) هو مؤرخ فلسطيني ولد في قرية المنسي في قضاء حيفا، تلقى دراسته الثانوية في مدينة الزرقاء في المملكة الأردنية الهاشمية. حاصل على بكالوريوس التاريخ من كلية الادآب في جامعة بيروت العربية عام 1970، والماجستير في التاريخ الحديث عام 1974، والدكتوراة من جامعة عين شمس عام 1984.
توفي إبراهيم في 24 حزيران 2004 في مدينة القاهرة بعيداً عن أهله ووطنه.

## حياته المهنية
كان إبراهيم الجندي مدرساً للتاريخ العربي الحديث في جامعة قسنطينة بالجزائر خلال الفترة (1976-1980)، كما درس في كلية جامعية متوسطة في مدينة رام الله خلال الفترة (1990_1997). كما عمل مع مؤسسة صامد الفلسطينية. وأصبح مديراً في وزارة الاقتصاد والتجارة بعد تشكيل السلطة الوطنية الفلسطينية.

## مؤلفاته
ألف إبراهيم مجموعة من الكتب والابحاث أهمها:
- سياسة الإنتداب البريطاني الإقتصادية في فلسطين عام 1922-1939، الصادر عن دار الكرمل عمان عام 1986.
- عرب فلسطين في الأرض المحتلة عام 1948، تونس عام 1992.
- اللاجئون الفلسطينيون، الصادر عن دار الشروق عمان 2000. بالإضافة إلى مجموعة من الدراسات والأبحاث التي تتناول تاريخ فلسطين الإقتصادي والإجتماعي.
- بحث بعنوان "النشاط الإقتصادي لمدينة القدس" الصادر عن مجلة الأسوار للأبحاث الفكرية والثقافية في العدد الخامس والعشرين عام 2003.
- بحث بعنوان القيم عن النقد الفلسطيني الذي نشرته مؤسسة الأسوار في العدد 23 عام 2001.